# Jodła szlachetna
Jodła szlachetna (Abies procera) – gatunek drzew z rodziny sosnowatych. Jodła szlachetna występuje w stanie dzikim w górach na zachodzie Ameryki Północnej, od stanu Waszyngton do Północnej Kalifornii, w wilgotnych lasach na wysokości 900–1800 m n.p.m. Rzadko jest sztucznie introdukowana w lasach Europy Środkowej, znacznie częściej występuje w parkach i ogrodach.

## Morfologia

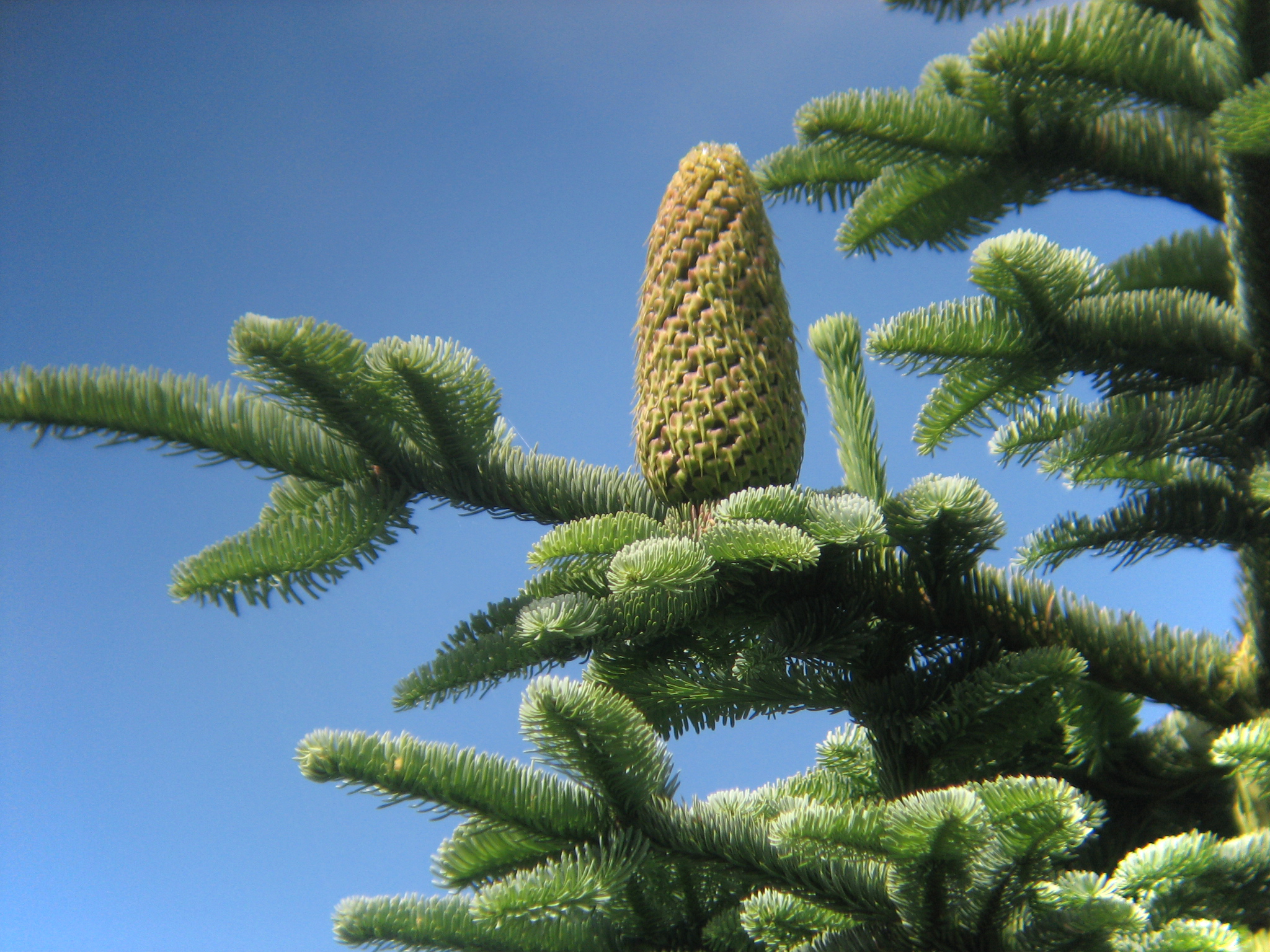
Szyszka jodły szlachetnej

PokrójZimozielone, żywiczne drzewa z koronami stożkowatymi lub walcowatymi. Drzewo osiągające wysokość do 80 m.
PieńKora u młodych drzew gładka i srebrnoszara, z wiekiem staje się popękana i szarobrązowa.
LiścieIgły zwykle 20–35 mm długości, tępo zakończone, osadzone gęsto, spiralnie, wygięte mocno do góry. Koloru od zielonoszarego do ciemnozielonego, posiadające z obu stron jasny, woskowy pasek.
KwiatyKwiaty męskie bardzo liczne na dolnej stronie młodszych gałęzi, przede wszystkim w górnej strefie korony, początkowo mają jaskrawą barwę karminowoczerwoną, w trakcie pylenia stają się jasnożółte, kuliste o średnicy około 6 mm. Kwitnie od kwietnia do maja.
SzyszkiKoloru jasnobrązowego, o jasnych odstających, ostrych łuskach, duże, wzniesione pionowo. Poszczególne łuski posiadają specyficzne wyrostki.

## Biologia i ekologia
W przeciwieństwie do jej licznych północnoamerykańskich krewniaków – w Europie prawie nie bywa uprawiana w lasach, natomiast dość często sadzona jest w ogrodach i parkach. Najczęściej widuje się uprawną odmianę ze srebrzysto-niebieskozielonymi szpilkami, nazywaną przez ogrodników jodłą srebrną.